# Vignoles
Vignoles è un comune francese di 826 abitanti situato nel dipartimento della Côte-d'Or nella regione della Borgogna-Franca Contea. È noto per essere il luogo che ha dato i natali a Etienne De Vignolles (detto La Hire).

## Società

### Evoluzione demografica
Abitanti censiti